# Анналы Клонмакнойса

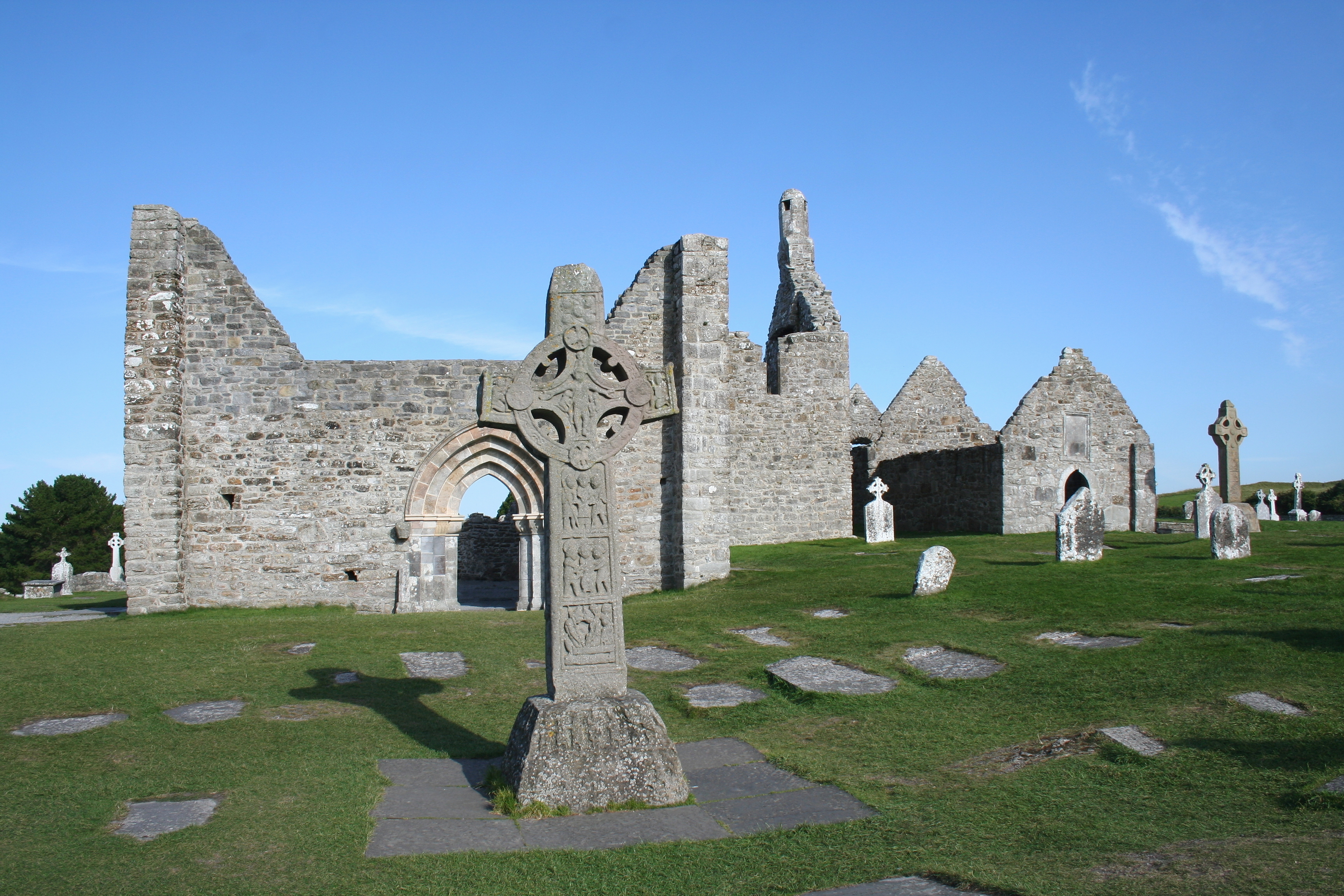
Развалины Клонмакнойсского монастыря

Анналы Клонмакнойса (англ. Annals of Clonmacnoise; аббревиатура — AC) — средневековый исторический источник об Ирландии с древнейших времён до 1408 года.
«Анналы Клонмакнойса» известны только в англоязычном переводе, сделанном с ирландскоязычного текста историком Коналлом Маг Эохагайном из Лисмойни. По его имени эту рукопись иногда называют «Книгой Магогана» (англ. Mageoghegans Book). Автор посвятил труд своему зятю Тойрдеалбаху Мак Коглейну, семья которого была одной из последних, придерживавшихся старинных гэльских обычаев. Перевод «Анналов Клонмакнойса» был завершён 20 апреля 1627 года в замке Леманаган (графство Оффали). Протограф рукописи К. Маг Эохагайна утрачен, но сохранились его копии: в том числе, в библиотеке Тринити-колледжа в Дублине (номер в каталоге библиотеки — F. 3.19) и в Британской библиотеке в Лондоне (номер в каталоге библиотеки — BL, add. 4817). Всего же известно 9 рукописей «Анналов Клонмакнойса» различного хронологического охвата и качества.
Неизвестно, где и кем был создан протограф «Анналов Клонмакнойса». Его связывают с монастырём в Клонмакнойсе, так как в анналах выявляются созданные в этом аббатстве исторические источники. Эти же источники использовались и для создания других ирландских анналов: «Анналов Тигернаха» и «Хроники скоттов». На этих основаниях все эти труды относят к так называемой «клонмакнойсской группе» анналов. Близкие к «Анналам Тигернаха» и «Хронике скоттов» записи обнаруживаются в «Анналах Клонмакнойса» до XII века (к первым — до 1178 года, ко вторым — до 1135 года), а близкие к «Анналам Коннахта» — в описаниях событий XIII—XIV веков. Предполагается, что как и в большинстве других ирландских анналов, в ранних (до начала X века) записях «Анналов Клонмакнойса» использовались данные из «Хроники Ирландии». Хотя теперь оригинал этого источника утрачен, текстологический анализ известных анналов (в первую очередь из «клонмакнойсской группы») позволяет приблизительно восстановить его содержание.
Протограф «Анналов Клонмакнойса» был написан на среднеирландском языке. Предполагается, что К. Маг Эохагайн достаточно близко стилистически перевёл этот текст на ранний современный английский язык. В «Анналах Клонмакнойса» содержатся сведения об истории Ирландии с древнейших времен до 1408 года. Уже в той рукописи протографа, с которой работал К. Маг Эохагайн, «многие листы были потеряны или украдены». Другая часть листов была в таком плохом состоянии, что переводчик был вынужден отказаться от их включения в свой труд. В результате в «Анналах Клонмакнойса» отсутствуют записи за 1182—1199 и 1290—1299 годы. Возможно, в протографе были и другие лакуны, но К. Маг Эохагайн заполнил их сведениями из других имевшихся у него источников. Начиная с XII века особое внимание в анналах уделяется событиям в долине реки Шаннон и населявшим районы Уи Мани семьям (О’Келли, О’Рурк, О’Моллой, О’Коннор и Макдермотт). Сведения об истории этой части Ирландии, плохо освещённой в других источниках, придают «Анналам Клонмакнойса» особую ценность. Из ирландских монастырей в анналах лучше всего освещена история Клонмакнойсского аббатства.
Кроме собственно анналистических записей, в «Анналы Клонмакнойса» включены несколько средневековых ирландских саг (например, о трёх замужествах королевы Гормлайт). В записи от 1351 году подробно сообщается о проведённом на Рождество Христово вождём клана О’Келли большом собрания поэтов, брегонов, бардов и филидов всей Ирландии. Подобные свидетельства, отсутствующие в других средневековых трудах, делают «Анналы Клонмакнойса» важным источником по истории Ирландии.
Первое печатное издание «Анналов Клонмакнойса» было осуществлено Д. Мерфи в Дублине в 1896 году. Хотя оно содержит многочисленные ошибки и неточности, в 1993 году эта публикация была без изменений переиздана.

## Издания
- Annals of Clonmacnoise / Murphy D. — Dublin: Printed at the University Press for the Royal Society of Antiquaries of Ireland, 1896. — 422 p.

На русский язык «Анналы Клонмакнойса» впервые полностью были переведены М. Устиновым и опубликованы на сайте Восточная литература в 2021 году: «Анналы Клонмакнойза» (часть 1: с древнейших времён до 730 года; часть 2: 731—1167 годы; часть 3: 1170—1408 годы).